# Katolska universitetet i Leuven

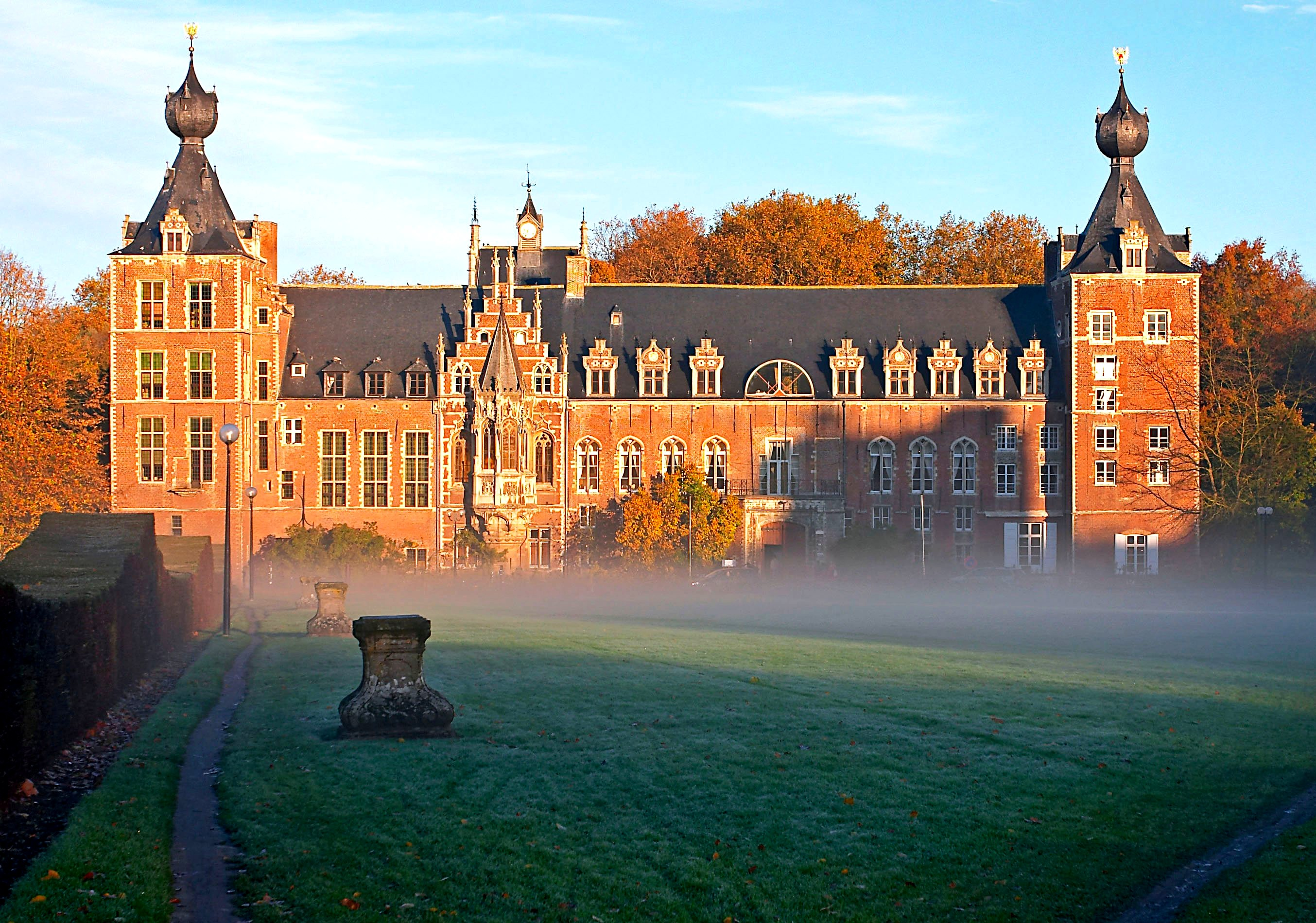
Slottet Arenberg är en del av Katolska universitetets campus.

Katolska universitetet i Leuven var det största och äldsta universitetet i Belgien, med anor tillbaka till 1425. Efter språkstrider delades det 1968–1970 upp i två fristående universitet: det franskspråkiga Université catholique de Louvain (UCLouvain) och det nederländskspråkiga Katholieke Universiteit Leuven (KU Leuven)

## Historik
Staden Leuven och hertig Jan IV av Brabant anhöll om att få ett universitet till staden, och detta beviljades av påve Martin V i en bulla av den 9 december 1425.
Universitetet blev vida berömt under 1500-talet tack vare många kända forskare och lärda som verkade vid universitetet, som Adrian Florisz d'Edel (senare påve Hadrianus VI), Erasmus av Rotterdam, Johannes Molanus, Juan Luis Vives, Andreas Vesalius och Gerhard Mercator.
Området annekterades av Frankrike under Franska revolutionskrigen vilket ledde till att universitetet 1797 stängdes av den franska regimen, eftersom det betraktades som en reaktionär bastion. Sedan området efter krigen tillfallit Nederländerna skapade Vilhelm I av Nederländerna 1816 åter ett universitet i Leuven, ett statligt universitet under namnet Riksuniversitet (Rijksuniversiteit). En tid efter att Belgien hade förklarat sig självständigt bildade de belgiska romersk-katolska biskoparna åter ett katolskt universitet i Mechelen 1834. Detta universitet flyttades 1835 till Leuven som det nybildade katolska universitetet i Leuven.
Det nybildade universitetet bedrev undervisning dels på latin, i likhet med det gamla universitetet, och dels på franska. Mot slutet av 1800-talet hade det blivit ett rent franskspråkigt lärosäte, trots att det var beläget i Flandern, en nederländsktalande del av Belgien. Undervisning på nederländska vid universitet förekom först 1930.

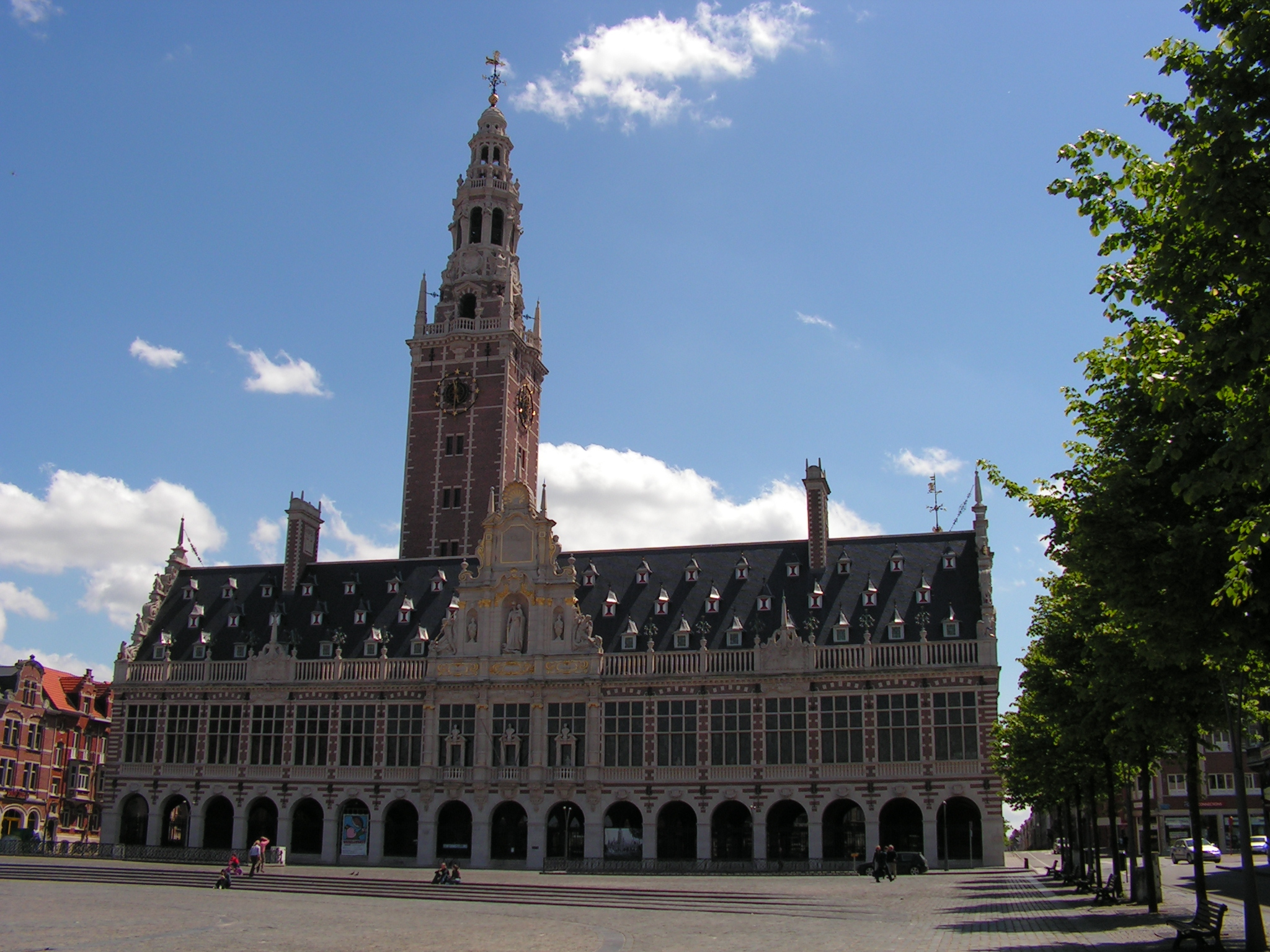
Universitetsbiblioteket

Under inledningen av första världskriget plundrades Leuven av tyska trupper, och en betydande del av staden brann upp, däribland universitetsbiblioteket med sin oersättliga samling av gamla skrifter. Denna händelse utnyttjades flitigt i den allierade propagandan mot Tyskland. Efter kriget uppfördes det nya universitetsbiblioteket i nyrenässansstil, ritat av Whitney Warren, 1921-1928. Denna nya biblioteksbyggnad brann till stora delar upp 1940, till följd av en ny tysk invasion under andra världskriget, men återuppbyggdes efter kriget.
Belgiska konstitutionella reformer som syftade till att göra nederländskan helt likställd med franskan ledde 1962 till att den franskspråkiga respektive den nederländskspråkiga delen av universitetet fick långtgående autonomi inom en gemensam universitetsförvaltning. Flamländska nationalister ville dock ha ett självständigt nederländskspråkigt universitet, och närvaron av en stor koloni av franskspråkiga akademiker i det flamländska Leuven uppskattades inte i alla flamländska kretsar. När sedan en franskspråkig kulturgeograf vid universitetet förespråkade att Leuvens administrativa status skulle ändras till att ingå i ett tvåspråkigt "stor-Bryssel" ledde detta till protester från flamländska politiker och studenter. Protesterna skedde under slagordet Leuven Vlaams - Walen Buiten - "Leuven flamländskt - Vallonerna ut", och eskalerade till allvarliga studentoroligheter som orsakade regeringskris i Belgien. Lösningen blev att dela universitetet i två, och flytta den franskspråkiga delen från Flandern till Vallonien. Beslutet fattades i juni 1968, och den administrativa uppdelningen var fullt genomförd 1970. Det nederländskspråkiga Katholieke Universiteit Leuven (KUL) fick stanna kvar på universitetets historiska campus i Leuven, medan Université catholique de Louvain (UCL) flyttades till ett helt nyanlagt campus i Louvain-la-Neuve ("Nya Louvain") 20 kilometer sydost om Bryssel, i den blivande provinsen Vallonska Brabant. Byggandet av det nya campuset påbörjades 1971, och det stod helt klart 1979. Medicinska fakulteten flyttade dock till Bryssel, där den är belägen i kommunen Woluwe-Saint-Lambert.